# Vodnár János
Vodnár János (Borsabánya, 1929. szeptember 10. – Budapest, 2016. május 24.) vegyésztechnológus egyetemi tanár, természettudományi szakíró. A kémia tudományok doktora (bukaresti egyetem, 1973); akadémiai doktora (MTA, 1999).

## Kutatási területe
Szerves kémia, szerves kémiai technológia, környezetvédelem.

## Életútja
Középiskolai tanulmányait Máramarosszigeten a Piarista Gimnáziumban kezdte el 1941-ben, majd ennek felszámolása után az ottani Magyar Vegyes Líceumban fejezte be 1950-ben. Egyetemi tanulmányait Kolozsváron, a Bolyai Tudományegyetem Vegyész Karán végezte 1950–1954 között. Tanulmányi ösztöndíjban részesült. 1954-ben feleségül vette Letanovszky Éva Magdolnát. Gyermekeik: Edit-Ildikó (szül. 1956-ban) és Éva-Márta (szül. 1959-ben). Unokái: Zsolt, Botond és Soma-Gábor.
A kémiai tudomány doktora címet a Bukaresti Tudományegyetemen szerezte meg 1973-ban. A nagydoktori (az akadémia doktora) tudományos címet 1999-ben nyerte el a Magyar Tudományos Akadémiától.
Közvetlenül tanulmányai elvégzése után 1954-ben, a Bolyai Tudományegyetem Vegyész Karára nevezték ki főgyakornoknak. Ilyen minőségben három évig a szerves kémiai tanszéken dolgozott, míg a továbbiakban főleg kémiai technológiával foglalkozott. 1957-ben tanársegéddé léptetették elő. Ebben a beosztásban élte át a Bolyai és az ugyancsak Kolozsváron működő Babeș Tudományegyetem egyesítését, aminek eredményeképpen megalakították a Babeș-Bolyai Tudományegyetemet, 1959-ben. Tevékenységét a továbbiakban ezen az egyetemen folytatta, eleinte tanársegédként, majd 1963-ban adjunktusi beosztást nyert az említett egyetem Vegyészkarán. Ebben a minőségében főleg a Közgazdasági Kar iparszakos, ipari menedzser és gazdasági informatika szakos hallgatóinak adott elő ipari technológiát, valamint az ipari termékek technológiáját és áruismeretet.
Versenyvizsga útján 1977-ben docensi (előadó tanári), míg 1990-ben egyetemi tanári beosztást nyert. Az említett tárgyakon kívül a középiskolai vegytan szakos tanárok részére a véglegesítő és a fokozati (I-II) vizsgák, úgyszintén a továbbképző tanfolyamok alkalmával magyar nyelvű kémiai technológia előadásokat tartott.
1991-ben, amikor az egyetem vegyészkarán újraindult a kémiai technológia magyar nyelvű oktatása (32 év után) többlet oktatói megterhelésként elvállalta annak oktatását az egyik szakon.
1999-től kezdve általános kémiai technológiát oktatott magyar nyelven a Babeș-Bolyai Tudományegyetem Vegyész és Vegyészmérnöki Karán a kémia-fizika, az egyszakos kémia és a biológia-kémia szakos hallgatóknak.

## Oktatói és szakirodalmi munkássága

### Oktatói munkája
Oktatói tevékenysége során jelentős eredményt ért el a kémiai technológiai laboratóriumi gyakorlatok korszerűsítése terén. Az általa javasolt analitikus program alapját képezte az említett gyakorlatok országos szintű átszervezése (1957). Vezetője volt a Kémiai Technológia Szakkörnek. Oktatói tevékenysége során 18 kötet egyetemi jegyzetet szerkesztett (egyedüli szerző, főszerző, egynél pedig másodszerző), továbbá szerzője 11 kötet különféle könyvnek (könyv, átdolgozott és lefordított tankönyv, összefoglaló tudományos munka).
1970-ben szerkesztette meg 200 oldalas doktori értekezését, amelynek a címe : A metán oxidációja atomos oxigénnel való iniciálással (Oxidarea metanului prin initiere cu oxigen atomar). Ugyanilyen címen szerkesztette meg doktori értekezésének kivonatát. 1979-ben jelentette meg Kolozsváron a Dacia Könyvkiadó gondozásában a Vegyipari Alapfogalmak és Műveletek című könyvét (264 oldal). 1981-ben jelent meg a kétkötetes Kémiai Kislexikon (1038 oldal) a Kriterion Kiadó gondozásában, melynek technológiai címszavait írta meg. Részt vett a középiskolai XII-es kémia tankönyv 1978-as és 1981-es kiadásának magyarra fordításában és kiegészítésében. 1992-ben jelent meg a bukaresti Tanügyi Kiadó gondozásában az Ipari Technológia I (Tehnologie industrială I) című egyetemi tankönyv, amelynek másodszerzője. 1999-ben jelentette meg a Kollegium Transylvanicum támogatásával a három kötetes Általános Kémiai Technológia című egyetemi kézikönyv I. kötetét, míg a II. és III. kötet megjelenési éve 2001.

### Tudományos munkássága
Tudományos tevékenységének eredményeit eddig 376 szakmunkában írta le, melyek közül 45 világújdonságot tartalmazó munka (szabadalom), 190 kémiai folyóiratban és tudományos kötetben jelentek meg szakcikkei, 25 újítás, 54 szerződéses tudományos munka, 33 tudományterjesztő szakcikk, szakértői vizsgálat, technikai szakértői referátum, 45 plenáris előadás, tudományos recenzió és rádióriport, szakmai jellegű újságcikk, 11 kötet különféle szakkönyv, 18 kötet főleg kémiai technológia és áruismeret jellegű egyetemi jegyzet illetve tankönyv.
Szakcikkeit magyar, román, angol, német és francia nyelven közölte a következő folyóiratokban: Studia Universitatis "Babeș-Bolyai" Chemia, Revue Roumaine de Chimie, Múzeumi Füzetek, Művelődés, Revista de Chimie, Studii si Cercetări de Chimie, Revista de Fizică si Chimie (romániai periodikák) és a következő külföldi folyóiratokban: Journal of Applied Chemistry (London), Reaction Kinetics and Catalysis Letters (Budapest), Croatica Chemica Acta (Zágráb), Acta Chimica Hungarica, Magyar Kémikusok Lapja (Budapest), Hungarian Journal of Industrial Chemistry (Veszprém), Applied Catalysis (Amszterdam), valamint hazai és nemzetközi konferenciákon és kongresszusokon kiadott gyűjteményes kötetekben. 1970 és 2005 között szakdolgozataival több mint 130 hazai és nemzetközi tudományos konferencián szerepelt, ahol előadásokat tartott.
Tudományos kutatásai során a metán nagyfeszültségű térben (doktori értekezés), valamint az alkil-aromás szénhidrogének levegővel és oxigénnel végzett hidroperoxidációjával és az így képződő hidroperoxidok savas és lúgos jellegű katalizátorok jelenlétében való bontásával foglalkozott, aminek eredményeképpen a vegyipar számára igen fontos hatóanyagokat és alapanyagokat nyert: fenol és származékai, aceton, ciklohexanon, különféle hidroperoxidok, módszereit és eljárásait szabadalmaztatta.
Elsőnek mutatta ki a metán nagyfeszültségű térben, szobahőmérsékleten végzett oxidációjakor képződő, peroxid jellegű anyagokat. Az alkil-aromás hidroperoxidoknak erősen savas kationitokon lejátszódó bontási mechanizmusát több külföldi folyóiratban megjelent dolgozatában írta le és ugyanakkor újszerű reakciómechanizmust javasolt az említett hidroperoxidok savas jellegű kationitokon és a hidrogén-peroxid erősen lúgos jellegű anionitokon lejátszódó bontására.
Első ízben mutatta ki az acetilén gyártására használt berendezésekben képződő fém-karbonilokat, amelyek a Craiovai Vegyipari Kombinátban pusztító robbanásnak voltak az okozói (1973), míg a Borzești Petrolkémiai Kombinátban (Bákó megye) a legyártott acetilén egy tekintélyes részét polimérré alakították, ami nagy veszteséget jelentett.

### Szabadalmai
Több kiemelkedő kémiai és kémiai technológiai megvalósítását szabadalmaiban írta le. Ezek közül is talán a legjelentősebbek azok, amelyekben a nevét viselő Vodnár-féle készülékeit írja le, melyek korszerű, folyadékoknak és szuszpenzióknak gázokkal való érintkeztetésére szolgáló készülékek. Ezek egyformán használhatók gázok elválasztására, tisztítására, gázoldatok készítésére, kémiai reakciók megvalósítására (klórozás, kénsavgyártás, sósavgyártás, folyadékfázisú oxidáció, szulfonálás gáznemű kén-trioxiddal, szénhidrogének alkilezése gáznemű olefinekkel, gázok tisztítása kén-dioxidtól, kén-hidrogéntől, savgőzöktől), gázok portalanítására és szárítására. Jellemző rájuk, hogy a betáplált gáz és folyadék arányosan és önmagától oszlik meg az érintkeztetésükre szolgáló szerkezeti elemekbe anélkül, hogy erre a célra turbinát, lyukacsos lemezt vagy egyéb elosztó szerkezetet kellene használni. A bennük levő folyadékok pedig állandó önkeverés alatt tarthatók. A gáz, lineáris sebességétől függően vagy csak egyszerűen átbuborékol a folyadékrétegen, vagy nagyobb sebességénél fogva a folyadékot felfelé, esetleg lefelé futó folyadékfilmmé alakítja.
Számos cikkben foglalkozik az e készülékekben tanulmányozott alapműveletek és alapfolyamatok tanulmányozásánál nyert eredményeinek a leírásával. E készülékek világviszonylatban is újak. Technológiai és gazdasági előnyeik az eddig ismert legkorszerűbb, hasonló rendeltetésű készülékekkel szemben, röviden a következőkben foglalhatók össze: nem reagálnak érzékenyen a működésük közben megjelenő, vagy az eleve betáplált diszpergált szilárd fázissal szemben (szuszpenzió); a bennük található folyadék állandó önkeverés alatt tartható, ami ennek homogenitását biztosítja; a fázisok közötti nagy érintkezési felület elérése céljából nem igényelnek semmiféle töltetet és ezáltal számos technológiai nehézséget lehet elkerülni; igen jól viselik el a gáz és a folyadékhozam időbeli változását; a nagyreakcióhőjű (exoterm) folyamatok is biztonságosan megvalósíthatók; karbantartásuk a lehető legegyszerűbb. E készülékek általában mindenütt előnyösen használhatók, ahol valamilyen gázt kell érintkeztetni folyadékkal vagy szuszpenzióval.
Szabadalmaztatott készülékei közül kezdetben a spirálcsővel ellátottak nyerték el a Vodnár-féle készülék elnevezést a tordai üveggyárban, ahol megvalósították ezek gyártását is.

### Tudományos ismeretterjesztő munkája
Tudományos ismeretterjesztő tevékenységéről az Igazság, Előre, Bányavidéki Fáklya, Hargita, Művelődés, România Liberă, Făclia, Hargita Kalendárium, FIRKA hasábjain olvashattunk és számos rádiószerepléséből értesülhettünk.

### Vendégelőadóként Magyarországon
1983-ban a szegedi József Attila Tudományegyetemen egy 10 napos dokumentációt végzett és egy szakelőadást tartott a metán nagyfeszültségű terekben végzett oxidációjával kapcsolatban.
1991-ben a szegedi egyetem Alkalmazott Kémiai Tanszékén, 1992-ben pedig a Budapesti Műszaki Egyetem Alapműveletek Tanszékén tartott szakelőadást és számolt be kísérleti eredményeiről (hivatalos meghívottként) az önkeverő felfutó folyadékfilmrendszerű és vegyes, buborékoltató és folyadékfilmrendszerű szabadalmaztatott készülékeiről és az ezekkel elért kísérleti eredményeiről.
1993-ban egy 3 hónapos Pro Renovanda Cultura Hungariae-díjat nyert, amelynek kapcsán a szegedi egyetemen vendégprofesszorként egy szemeszteren keresztül kémiai technológiát oktatott a IV. éves vegyészhallgatóknak.
1994-ben elnyert egy újabb Pro Renovanda Cultura Hungariae-díjat, s így vendégprofesszorként 2 hónapon át a Budapesti Műszaki Egyetem Szerves Kémiai Technológia Tanszékén, szerves kémiai technológiát oktatott a III. éves vegyészmérnök hallgatóknak és ezzel egyidejűleg részt vett a Kémiai technológia alapjai című új tárgy analitikus programjának a kidolgozásában.
1994. november 22-én plenáris előadást tartott a Magyar Kémikusok Egyesületében, "Korszerű gáz-folyadék érintkeztető Vodnár-féle készülékek és alkalmazásuk" címen. 1998-ban, 1999-ben és 2000-ben a Magyar Tudományos Akadémia „Domus Hungarica Scientiarum et Artium” ösztöndíj-alapítványától 2 hónapos kutatási ösztöndíjakat nyert, aminek kapcsán a Budapesti Műszaki Egyetem Szerves Kémiai Technológia Tanszékén folytatott kutatási tevékenységet.

### Nemzetközi elismertség
Kémiai folyóiratokban megjelent szakmunkáiról a világ számos országába kértek különlenyomatokat, köztük Amerikai Egyesült Államok, Németország, Anglia, Franciaország, Kanada, Japán, Oroszország, Olaszország, Spanyolország, Magyarország, Hollandia, Izrael, Belgium, Lengyelország, Csehország, India, Argentína, Jugoszlávia, Szlovákia, Kolumbia, Bulgária, Kongó, Új-Zéland. Eddig több mint 130 nemzetközi és belföldi tudományos rendezvényen szerepelt tudományos közleményeivel.
1994-ben a New York-i Tudományos Akadémia, 1996-ban az American Chemical Society tudományos társaság választotta tagjai sorába. 1995 és 1997 között több nemzetközi és helyi kiadó kérte be személyi adatait kiadás céljából. Ezek a következők: Marqui’s Who's Who in the World; International Directory of Distinguished Leadership (Egyesült Államok); Who’s Who in the Balkans (Athén, Görögország); Dictionary of International Biography (Cambridge, Anglia); Who’s Who In Stiinta si Tehnica Romana (Ki Kicsoda a Román Tudományban és Technikában, Bukarest); Romániai Magyar Ki Kicsoda : 1997. (Nagyvárad); Who’s Who in America; 2000 Outstanding People of the 20th Century (Cambridge, Anglia, 1997); Erdélyi Magyar Ki Kicsoda (Nagyvárad, 2000); Greger – Biograf Ki Kicsoda (Budapest, 2003).
Az USA-beli Életrajzkutató Intézet érdemesnek találta a „2000 Millenium Medal of Honor”, valamint az „International Cultural Diploma of Honor” odaítélésére (1998) és a „Man of the Year – 1998”-ra, valamint a „Man of the Year – 2000” –re. Ugyanezen intézmény jelölő tanácsa tiszteleti tagjává választotta, 1998 (Honorary Appointment to the Research Board of Advisors); Az Egyesült Államokbeli Baron’ s Who’ s Who nemzetközi lexikon kiadója bekérte személyi és szakmai adattárát közlés végett a „THE EUROPE 500: Leaders for the New Century” nevü lexikonba.

## Tudományos tisztségei
1982–1987 között a Babeș-Bolyai Tudományegyetem szenátusának, 1986–1995 között a kari tanácsnak  tagja.

## Társasági tagság
1990-től kezdve tagja az Erdélyi Múzeum-Egyesületnek, melynek egyben alapító tagja is. 1995-től tagja az Erdélyi Magyar Műszaki Tudományos Társaságnak. 1969–1989 között tagja a Romániai Mérnökök és Technikusok Egyesületének. 1990-től tagja a Bolyai János Matematikai Társulatnak.
1998-ban beválasztották az Erdélyi Magyar Műszaki Tudományos Társaság Műszaki Szemle című folyóiratának a szerkesztőségébe és az Erdélyi Múzeum-Egyesület Természettudományi és Matematikai Szakosztályának a választmányába. 2001-től kezdve tagja a Magyar Kémikusok Egyesületének, a Magyar Feltalálók Egyesületének és a Magyar Feltalálók Klubjának.

## Közéleti kötődései
1990-től a Romániai Magyar Demokrata Szövetség, 1994-től a Romániai Német Kulturális Szövetségnek is tagja.

## Díjak, elismerések
1970-től kezdve birtokosa a feltalálók jelvényének. 1979–1985 között háromszor nyert első helyezést különféle szabadalmi kiállításokon szereplő találmányaival.
A IV. Genius Nemzetközi Találmányi Kiállításon (2002. április 5–7., Budapest-Budakeszi) Genius-díjat nyert (80 országból 300 feltaláló vett részt). A Feltalálók Klubja által 2004-ben Budapesten rendezett találmányi kiállításon Feltalálói Oklevelet kapott. A 2004-ben Hódmezővásárhelyen megrendezett Nemzetközi Találmányi Kiállításon és Vásáron a Tudományos Bizottság elismerő oklevéllel tüntette ki.